# Michael Berenbaum
Michael Berenbaum (ur. 31 lipca 1945 w Newark, New Jersey) – amerykański historyk, profesor, rabin, pisarz, specjalizujący się w dziejach Zagłady. Jeden z głównych twórców United States Holocaust Memorial Museum.

## Życiorys
Berenbaum ukończył Queens College ze stopniem Bachelor of Arts w 1967 roku i uzyskał doktorat na Florida State University w 1975 roku. Uczęszczał również do The Hebrew University, Jewish Theological Seminary i Boston University. Berenbaum otrzymał święcenia rabiniczne (ortodoksyjne) od rabina Yaakova Rabina w wieku 23 lat. Berenbaum zajmował stanowiska nauczycielskie na Florida State University, Yale University, Georgetown University, Wesleyan University, George Washington University, University of Maryland, College Park i American University, a obecnie jest profesorem studiów żydowskich na American Jewish University (Los Angeles).
Jest autorem i redaktorem osiemnastu książek, w tym After Tragedy and Triumph, studium stanu amerykańskich Żydów na początku lat 90., a także The World Must Know: The History of the Holocaust, and Anatomy of the Auschwitz Death Camp. Współredagował After The Passion is Gone: American Religious Consequences z Shawnem Landresem (2004). Berenbaum i Shawn Landres odegrali ważną rolę w międzyreligijnym odbiorze filmu. Berenbaum był redaktorem naczelnym New Encyclopedia Judaica, 2. wydanie, które obejmuje 22 tomy, sześć milionów słów i 25 000 indywidualnych wkładów do wiedzy żydowskiej, opublikowane w grudniu 2006 r. (ISBN 0028659287). Zdobył Dartmouth Medal Amerykańskiego Stowarzyszenia Bibliotekarzy za wybitną pracę referencyjną w 2006 r. Berenbaum był współproducentem filmu One Survivor Remembers: The Gerda Weissmann Klein Story, który został nagrodzony Oscarem, nagrodą Emmy i nagrodą Cable ACE. Był głównym konsultantem historycznym przy filmie Last Days, który również zdobył Oscara w 1998 r. W 2001 r. Berenbaum był konsultantem historycznym przy filmie The Holocaust: The Untold Story kanału History Channel, który zdobył nagrodę CINE Golden Eagle Award i srebrny medal na US International Film and Video Festival. Był również producentem wykonawczym filmu zatytułowanego Desperate Hours o wyjątkowej i rzadko docenianej roli Republiki Turcji w ratowaniu Żydów przed ostatecznym rozwiązaniem nazistowskich Niemiec oraz „About Face: The Story of The Jewish Refugee Soldiers of WWII”. Berenbaum był producentem wykonawczym Swimming in Auschwitz i konsultantem Defiance and Uprising, a także innych filmów i dokumentów związanych z Holokaustem.
Od 2023 roku jest członkiem Międzynarodowej Rady Oświęcimskiej. W roku 2024 otrzymał nagrodę "Światło Pamięci".